# Harry Darling
Harry Jack Darling (Cambridge, 8 agosto 1999) è un calciatore inglese, difensore dello Swansea City, dal 1° luglio 2025 sarà un giocatore del Norwich City.

## Carriera
Cresciuto nel settore giovanile del Cambridge United, il 4 ottobre 2016 firma il primo contratto professionistico, di durata triennale; trascorre in seguito delle brevi esperienze in prestito nelle serie minori inglesi, rinnovando poi il contratto con gli U's fino al 2021. Il 22 gennaio 2021 viene acquistato dal MK Dons; dopo la sua seconda stagione con il club, viene inserito nella miglior squadra del campionato.
Il 18 giugno 2022 si trasferisce allo Swansea City, con cui firma un triennale.
Il 16 giugno 2025 viene annunciato il suo ingaggio, a partire dalla stagione successiva da parte del Norwich City.

## Statistiche

### Presenze e reti nei club
Statistiche aggiornate al 9 dicembre 2023.
| Stagione                | Squadra                 | Campionato              | Campionato | Campionato | Coppe nazionali | Coppe nazionali | Coppe nazionali | Coppe continentali | Coppe continentali | Coppe continentali | Altre coppe | Altre coppe | Altre coppe | Totale | Totale |
| Stagione                | Squadra                 | Comp                    | Pres       | Reti       | Comp            | Pres            | Reti            | Comp               | Pres               | Reti               | Comp        | Pres        | Reti        | Pres   | Reti   |
| ----------------------- | ----------------------- | ----------------------- | ---------- | ---------- | --------------- | --------------- | --------------- | ------------------ | ------------------ | ------------------ | ----------- | ----------- | ----------- | ------ | ------ |
| 2016-2017               | Cambridge Utd           | FL2                     | -          | -          | FACup+CdL       | 0+0             | 0               | -                  | -                  | -                  | EFLT        | 1           | 0           | 1      | 0      |
| 2017-2018               | Cambridge Utd           | FL2                     | 3          | 0          | FACup+CdL       | 0+1             | 0               | -                  | -                  | -                  | EFLT        | 1           | 0           | 5      | 0      |
| 2018-2019               | Cambridge Utd           | FL2                     | 12         | 0          | FACup+CdL       | 0+1             | 0               | -                  | -                  | -                  | EFLT        | 4           | 0           | 17     | 0      |
| 2019-2020               | Cambridge Utd           | FL2                     | 24         | 2          | FACup+CdL       | 1+2             | 0               | -                  | -                  | -                  | EFLT        | 3           | 0           | 30     | 2      |
| 2020-gen. 2021          | Cambridge Utd           | FL2                     | 16         | 0          | FACup+CdL       | 0+0             | 0               | -                  | -                  | -                  | EFLT        | 4           | 1           | 20     | 1      |
| Totale Cambridge United | Totale Cambridge United | Totale Cambridge United | 55         | 2          |                 | 5               | 0               |                    | -                  | -                  |             | 13          | 1           | 73     | 3      |
| gen.-giu. 2021          | MK Dons                 | FL1                     | 23         | 0          | FACup+CdL       | -               | -               | -                  | -                  | -                  | EFLT        | 0           | 0           | 23     | 0      |
| 2021-2022               | MK Dons                 | FL1                     | 41+2       | 7          | FACup+CdL       | 2+1             | 2+0             | -                  | -                  | -                  | EFLT        | 3           | 1           | 49     | 10     |
| Totale MK Dons          | Totale MK Dons          | Totale MK Dons          | 64+2       | 7          |                 | 3               | 2               |                    | -                  | -                  |             | 3           | 1           | 72     | 10     |
| 2022-2023               | Swansea City            | FLC                     | 31         | 4          | FACup+CdL       | 1+1             | 0               | -                  | -                  | -                  | -           | -           | -           | 33     | 4      |
| 2023-2024               | Swansea City            | FLC                     | 19         | 1          | FACup+CdL       | 0+2             | 0               | -                  | -                  | -                  | -           | -           | -           | 21     | 1      |
| Totale Swansea City     | Totale Swansea City     | Totale Swansea City     | 50         | 5          |                 | 4               | 0               |                    | -                  | -                  |             | -           | -           | 54     | 5      |
| Totale carriera         | Totale carriera         | Totale carriera         | 169+2      | 14         |                 | 12              | 2               |                    | -                  | -                  |             | 16          | 2           | 199    | 18     |